# Аленев, Евгений Фёдорович
Евгений Фёдорович Аленев (5 [17] декабря 1864, Выборг, Выборгская губерния, Российская империя — 27 февраля [12 марта] 1902, Выборг, Выборгская губерния, Российская империя) — российский композитор и пианист.

## Биография
Родился Евгений Фёдорович Аленев 5 [17] декабря 1864 года в Выборге.
Учился в Петербургской консерватории у Ф. Ф. Черни. Позже брал уроки у Ф. М. Блуменфельда, А. К. Лядова и Н. А. Соколова.
Преподавал в Выборге. Написал около 60 пьес на слова А. С. Пушкина, Н. А. Некрасова, А. А. Фета, Г. Гейне.
Ушёл из жизни 27 февраля [12 марта] 1902 года в возрасте 37 лет в Выборге.